# Millhouse
Millhouse Capital UK Ltd — инвестиционная компания, зарегистрированная в Великобритании компания, созданная в 2001 году для управления активами, принадлежащими российскому бизнесмену Роману Абрамовичу и Евгению Швидлеру. Официально список владельцев Millhouse никогда не публиковался.
Штаб-квартира компании находится в Лондоне. Московское представительство возглавляет российский предприниматель Давид Давидович.

## Деятельность
Компания до 2005 года являлась основным акционером компании «Сибнефть» через нескольких номинальных держателей. Осенью 2005 года Millhouse вышла из нефтяного бизнеса, когда «Газпром» выкупил её долю в «Сибнефти». В 2010 компания активно инвестирует в строительство, логистику, бизнес в северных регионах. В 2014 году компания открыла представительство в Республике Крым, подконтрольной России.
Председателем компании является российско-американский бизнесмен Евгений Швидлер . Активы под управлением включают крупные пакеты акций нефтяной компании «Сибнефть» (ныне « Газпром нефть»), «Русский алюминий», «Аэрофлот» и «Руспромавто», а также инвестиции в электроэнергетику, целлюлозно-бумажную промышленность, страхование и банковское дело.
Акционеры Millhouse Capital продали свои 26 % доли в ОАО «Аэрофлот» в 2003 году и 50 % долю в ОАО «Русский алюминий» (ОК РУСАЛ), в настоящее время крупнейшем в мире производителе алюминия, в двух сделках, охватывающих 2003 и 2004 годы. Цена продажи не разглашается.
В октябре 2005 года Millhouse Capital продала «Газпрому» 72 % акций "Сибнефти " за более чем 13 млрд долларов.
Изначально компания Millhouse Capital располагалась в Abbey House в Уэйбридж, большом двухэтажном офисном здании на окраине поместья Сент-Джордж-Хилл, а затем переехала на стадион Стэмфорд Бридж после приобретения Абрамовичем футбольного клуба Челси в 2003 году.
В результате реорганизации, последовавшей за продажей «Сибнефти», московский офис Millhouse Capital был закрыт, и в апреле 2006 года была образована новая компания — московская компания Millhouse LLC, которая будет управлять активами Абрамовича и его партнёров. Лондонский офис Millhouse Capital был закрыт в августе 2008 года, и его функции были переданы новой фирме, MHC (Services) Ltd.

## Состав
- Evraz Group (36,2 %)
- ОАО «Холдинг Москва-Инвест» (25 %)
- ООО «Диалл Альянс» — нефтегазовый завод с оборотом около 2 млрд руб. в Саратовской области
- компании «Евроцемент» (44 %), в августе 2009 года было объявлено о том, что Millhouse продаёт эту долю Филарету Гальчеву
- журнале Pro Sport
- футбольном клубе «Челси»
- логистическом холдинге «Белкапост»
- агрохолдинге «Продо»
- сети супермаркетов «Азбука вкуса»[8]
- фармацевтической компании «Фармстандарт». В марте 2008 Роман Абрамович, Евгений Швидлер и Millhouse Capital Management, ранее владевшие крупными пакетами акций компании, вышли из её капитала.
- Недвижимостью в Москве и Подмосковье на $1 млрд.

Активы, которыми управляет Millhouse Capital, журнал Forbes оценил в $19,2 млрд.
Компания является спонсором хоккейного клуба «Авангард» (Омск) и даже презентовала ему собственный спортивный комплекс «Арена Омск».